# Dynaspidiotus medicus
Dynaspidiotus medicus är en insektsart som beskrevs av Kaussari 1956. Dynaspidiotus medicus ingår i släktet Dynaspidiotus och familjen pansarsköldlöss.
Artens utbredningsområde är Iran. Inga underarter finns listade i Catalogue of Life.